# Inegocia japonica
Inegocia japonica är en fiskart som först beskrevs av Cuvier 1829.  Inegocia japonica ingår i släktet Inegocia och familjen Platycephalidae. Inga underarter finns listade i Catalogue of Life.